# Črmeľ
Črmeľ – duży potok w dorzeczu Hornadu we wschodniej Słowacji. Cały tok w granicach powiatu Koszyce I. Większa część toku na terenie Rudaw Słowackich, gdzie jego dolina wyznacza granicę między Górami Wołowskimi i pasmem Čiernej hory. Dolny bieg na terenie Kotliny Koszyckiej. Długość 15,7 km.
Źródła na wysokości ok. 690 m n.p.m. na południowo-zachodnich stokach szczytu Vysoký vrch (851 m n.p.m.) w grupie Pokryw w pasmie Čiernej hory. Spływa generalnie w kierunku południowym, następnie południowo-wschodnim i w końcu wschodnim głęboką Doliną Črmeľską. Na północnym skraju Koszyc w dzielnicy Podhradová opuszcza góry, po czym na wysokości 208 m n.p.m. wpada – jako dopływ prawobrzeżny – do Hornadu.
Pierwotnie końcowy odcinek toku jako młynówka (słow. Mlynský náhon) długości ok. 5 km prowadził przez środek miasta, m.in. przez sam jego rynek. Obecnie fragment ten płynie przez koszyckie Stare Miasto podziemnym kanałem na południe – południowy wschód i uchodzi do Hornadu w koszyckiej dzielnicy Juh.